# ليزلي آرثر
ليزلي آرثر (بالإنجليزية: Leslie Arthur) هو مجدف نيوزيلندي، ولد في القرن العشرين.

## روابط خارجية
- ليزلي آرثر على موقع اللجنة الأولمبية النيوزيلندية (الإنجليزية)